# CNBC World
CNBC World ist ein US-amerikanischer Pay-TV-Wirtschaftsnachrichtensender, der von der NBCUniversal News Group betrieben wird und neben dem einheimischen CNBC-Dienst auch über die Weltmärkte berichtet, indem er Programme der internationalen CNBC-Netzwerke in Europa, Asien, Indien und anderen Regionen nutzt, die von einem einheimischen CNBC-Kanal oder einer Tochtergesellschaft bedient werden. Dadurch wird die Hauptsendezeit des Senders aufgrund der Zeitzonenunterschiede zur Nachtsendezeit, in der die Live-Programme der ausländischen Schwesternetzwerke übertragen werden. Während der US-Handelszeiten, die vom CNBC-Hauptprogramm abgedeckt werden, sind auf dem Sender auch mehrere andere, vorab aufgezeichnete Sendungen der verschiedenen internationalen CNBC-Kanäle (z. B. CNBC TV18) zu sehen, sowie CNBC Prime Reality-Programme wie American Greed und andere CNBC-Specials, um die Zuschauer zu zwingen, für Wirtschaftsinformationen außerhalb der eurasischen Börsentage den CNBC-Hauptdienst einzuschalten.
Ab 2020 wird der Sender von den meisten Anbietern nicht mehr in High Definition angeboten, und die einzige Möglichkeit, die internationalen Sender von CNBC in diesem Format in den Vereinigten Staaten zu sehen, ist der monatliche/jährliche Premium-Streaming-Dienst CNBC Pro, da die meisten Anbieter nur ein Angebot in Standardauflösung anbieten.
Vor 2001 war die Berichterstattung von CNBC Asia im amerikanischen Kabel über den International Channel zu sehen, sowohl vor als auch nach der Fusion dieses Senders mit Asia Business News.